# John Zorn
John Zorn (New York, 2 september 1953) is een Amerikaans musicus, saxofonist, componist, bandleider, producent en uitgever, die sinds begin jaren tachtig bekendheid verworven heeft. Hij is een van de belangrijke vertegenwoordigers van de 'Downtown' experimentele muziekscene in New York. Zijn hoofdinstrument is de altsaxofoon, al speelt hij ook andere instrumenten. Hij hanteert een eclectische stijl. 
Zorn is Joods. Dit komt tot uiting in zijn muziekproject 'Masada', waarmee hij onder andere met een jazzkwartet composities speelt die door traditionele Joodse muziek (klezmer) zijn beïnvloed. Daarnaast is hij betrokken bij uiteenlopende muzikale projecten, van jazz, soundtracks, improvisatie, hedendaags klassiek tot metal, enzovoort.

## Samenwerkingen
Zorn bracht als componist en muzikant meer dan 200 albums uit en leverde een bijdrage aan even zoveel albums. Wisselende samenwerkingen zijn kenmerkend. Hij werkte onder anderen samen met Joey Baron, Dave Douglas, Mike Patton, Dave Lombardo, Marc Ribot, Wu Fei en Fred Frith.
Zorn heeft een eigen platenlabel, Tzadik genaamd. Tevens is hij sinds 2005 artistiek directeur en oprichter van The Stone, een niet-commerciële ruimte voor avant-garde en experimentele muziek in New York.
In augustus 2011 kreeg Zorn van de Hogeschool Gent de eretitel Magister Artium Gandensis voor zijn verdiensten in de kunsten.